# Christmas from the Heart (Kenny Rogers)
Christmas from the Heart è un album in studio natalizio del cantante statunitense Kenny Rogers, pubblicato nel 1998.

## Tracce
1. It's Just Not Christmas – 3:09 (Sandin, Smith-Cochran)
2. The Christmas Song – 2:49 (Torme, Wells)
3. My Favorite Things – 2:42 (Hammerstein, Rodgers)
4. White Christmas – 2:57 (Berlin)
5. Let It Snow! – 2:07 (Cahn, Styne)
6. O Come All Ye Faithful – 3:16 (Oakeley, Wade)
7. Hey Little Christmas Tree – 3:04 (Golden, Hartman, Rogers)
8. Merry Christmas – 1:44 (Golden, Hartman, Rogers)
9. Money Isn't What Really Matters – 2:30 (Golden, Hartman, Rogers)
10. Heroes – 2:20 (Golden, Hartman, Rogers)
11. I Wanna Be a Christmas Present – 2:20 (Golden, Hartman, Rogers)
12. The Ballerina Song – 3:50 (Golden, Hartman, Rogers)
13. Help Somebody Find Their Way – 2:20 (Golden, Hartman, Rogers)
14. If I Only Had Your Heart (duetto con Alyssa Bonagura) – 3:50 (Golden, Hartman, Rogers)
15. Mister Perfect – 2:35 (Golden, Hartman, Rogers)
16. I Promise You – 3:30 (Golden, Hartman, Rogers)
17. The Toy Shoppe – 3:10 (Golden, Hartman, Rogers)
18. Til the Season Comes Around Again – 3:53 (Goodrum, Jarvis)